# ドラえもん のび太のねじ巻き都市冒険記
- ドラえもん > 大長編 > のび太のねじ巻き都市冒険記
- ドラえもん > 映画 > 大長編 > のび太のねじ巻き都市冒険記

『ドラえもん のび太のねじ巻き都市冒険記』（ドラえもん のびたのねじまきシティーぼうけんき）は、1996年に藤子・F・不二雄（藤本弘）によって連載が開始され、連載中の死去によって遺作となった「大長編ドラえもん」シリーズの漫画。また、1997年3月8日に公開されたドラえもん映画作品である。
大長編ドラえもんシリーズ第17作、映画シリーズ第18作。『コロコロコミック』創刊20周年記念作品。
第15回ゴールデングロス賞優秀銀賞受賞作。
劇場版同時上映は『ザ☆ドラえもんズ 怪盗ドラパン謎の挑戦状!』。

## 概要

### 漫画（連載）
漫画は、『月刊コロコロコミック』1996年9月号、10月号および1996年12月号から1997年3月号に掲載された。全6回。
連載第3回を自宅で執筆中に藤本が意識を失い、病院に搬送後死去したため、本作が遺作となった。
連載第1回
藤子プロのチーフアシスタント・萩原伸一（のちの漫画家・むぎわらしんたろう）によると、冒頭のカラー頁（3頁分）には藤本によるペン入れが行われたが、その後の1色頁からはペン入れが行われていない状態の下描きを藤本から受け取り、萩原が仕上げたという（通常は登場人物の顔のペン入れは藤本が行う）。
藤本からのメモ
連載1回目の完成原稿のコピーを受け取った藤本は、細かな指示等を大量に書き込んで萩原らスタッフに返送した。萩原は「今までは細かい指示をしていなかったのに、これだけ書き込んでいたので、ちょっとおかしいなと思った」と話している。
藤本からの指示が書き込まれた原稿のコピーは、のび太の部屋の小物や本棚について書かれた「のび太の部屋に体温を与える徹底研究」の他、「しずちゃんの部屋徹底研究」と題されたものもある。そこには「◎チンパンジーは絶対に必要です。」等本作の伏線につながる要素がいくつか書かれている他、「机、イスはこれまでのデザインを止め新しく」「家具の本など買って女の子らしい物に決めてください」「新しいプランを決めるに当っては省エネも念頭に。つまり、良く出てくるアングルになるべくややこしい家具等をはいちしないとか…。」といった内容が書かれている。
また、「◎藤子プロスタッフの皆さんへ」と題された手紙には、「この機会に徹底的に僕の理想像を聞いてほしいと思うのです」「総集編、単行本化。二度の機会にできる範囲で改定して下さい」「漫画家がべてらんになると絵やアイデア創りのコツが解ってきます。この時が一番の危機なのです。ついつい楽に仕事しようとする。こうなるとあっと言うまにマンネリの坂を転げ落ちることになります。」「自戒の意味も込めて言うのですが、漫画は一作一作、初心にかえって苦しんだり悩んだりしながら書くものです。お互いガンバリましょう。」といったことが書かれ、最後は「『藤子プロ作品は、藤子本人が書かなくなってからグッと質が上った』と言われたらうれしいのですが」と纏められている。
連載第2回
連載第2回の原稿は、第1回のカラー頁以外の部分と同様に、藤本が下描きを行い、ペン入れ作業のうち通常は藤本が行う箇所も萩原が代理で行うことで完成した。前述の指示書に気を配ったこともあり、藤本も仕上がりを褒めたが、藤本はその直後に逝去した。萩原は「ドラえもんはもうこれで終わったんだ」と思ったという。
連載第3回
藤本の自宅には全頁に下描きが入った連載第3回目の原稿（ただしスタッフに渡す直前の段階のものではなくラフな部分も残ったもの）が遺されており、それを萩原ら藤子プロのスタッフが完成させることで連載は続行された。当時まだ連載経験がなかった萩原は、不安を抱えながら作業を行ったという。
連載第4回〜第6回
第4回目以降は下描き原稿が遺されていなかったため、萩原ら藤子プロのスタッフが下描きから行って完成させた。ストーリーは藤本が意識を失う寸前まで書いていたアイデアノート等を元に、結末までの展開を藤本から聞いていた芝山努や、編集者との話し合いも何度も行った上でパズルのように組み立てられた。
解読会議を開いて藤本の癖字を解読して、「火星に生命体」（当時発見され話題となったアラン・ヒルズ84001）、「小便小僧が火を消す」などの構想を拾い上げ、ブロックごとにまとめられた箱書き、ネーム等の順番を推測していったという。2012年の時点においても「こんな話だったのでしょうか」と尋ねたい気持ちがあると萩原は語っている。
「生命のねじ」が冒頭から登場
冒頭の時点でのび太が「生命のねじ」の存在を知っておりパカポコなどに使用している。「生命のねじ」は本作で中核を担う道具だが、ドラえもんがのび太に「生命のねじ」の説明をするシーンは描かれていない。映画作品で中核を担う道具の説明シーンが描かれていないのは本作のみである。
その他
作中でドラえもんが一時的に故障する場面があるが（大長編では4年ぶり）、一瞬気絶した程度であり、過去作ほど危機的な状況ではない。
本作クライマックスにおける、巨大な小便小僧が放尿で村火事を鎮火するアイディアは、『ガリヴァー旅行記』のリリパット国（小人国）でガリヴァーがとった行動の翻案である。
前作『のび太と銀河超特急』に登場する武器「フワフワ銃」が本作でも登場する。作中ではドラえもんが「記念にもらった」と言っている。その他大長編では『のび太と雲の王国』とリンクしている場面もある。また、漫画では（大長編のお約束へのツッコミであるかのように）のび太のママたちが「勉強すると言って集合したけど、本当は危険な冒険に出かけたんじゃ…」と心配するシーンがある。

### 映画
映画の監督を務めた芝山努は、この映画だけは9月の打ち合せの時点で藤本から話の大筋をある程度伝えられていたと後に語っている。また、種まく者がのび太に対し「きみならこの星をまかせていける」と語るシーンがある事から、種まく者は藤子・F本人ではとも語っている。
映画は、基本的なコンセプトは漫画と同じだが、登場人物や鬼五郎の設定などに違いが見られる。予告映像にて存在していた動物の村などは本編には登場しない。
また、予告映像では小便小僧が森を鎮火し「まさかこれで終わりってことは…」とのび太が言った後、結末を飾る場面で種まく者が出現する。しかし本編では大幅に変更され、結局最後はのび太が皮肉を言った小便小僧の鎮火の後、鬼五郎が改心して締めくくった。
大長編に登場する「マックドナルド」は映画には登場しない。なお映画予告編では、一部にフランス語と英語が用いられていた。
映画はテレビシリーズのスタッフにより制作された。4:3サイズで製作された最後の作品である。
本作で菊池俊輔が劇場長編作品の音楽担当を降板し、以後『帰ってきたドラえもん』などの劇場短編作品とテレビシリーズを引き続き担当している。

### 漫画（単行本）
1997年9月に単行本（てんとう虫コミックス）が発売された。その際に、藤子プロのスタッフ（萩原伸一）により2頁の加筆（154頁と155頁）が行われた。
以下に、てんとう虫コミックスの単行本を例に、藤本の作業箇所等を示す。
表紙カバー、4頁から6頁まで
藤本が通常通りにペン入れを行って完成させた部分。
3頁、および7頁から57頁まで（連載第1回、第2回に相当）
藤本の下描きを、藤子プロのスタッフがペン入れを行って仕上げた部分。通常はドラえもんの全身と登場人物の顔のペン入れは藤本が行うが、体調不良のため行えなかった。57頁目が藤本が完成した姿を確認した最後の頁となった。
58頁から79頁まで（連載第3回に相当）
藤本が遺した全頁分の下描き（ただしスタッフに渡す直前の段階のものではなくラフな部分も残ったもの）をもとに、藤子プロのスタッフがペン入れを行って仕上げた部分。
80頁から176頁（連載第4回〜第6回に相当）
藤本が遺したネーム、原案、メモ等をもとに、藤子プロのスタッフが下描きから作業を行って完成させた部分。結末までの展開を藤本から聞いていた芝山努や、編集者との話し合いも重ねられながら執筆が行われた。

## あらすじ
ある日の夜、のび太は空き地でドラえもんのひみつ道具「生命のねじ（いのちのねじ）」を使い、命を得たウマのぬいぐるみパカポコと一緒に走る練習をしていた。しかし空き地は手狭であり、またのび太はジャイアンやスネ夫に「牧場を持っている」と嘘をついてしまったため、何とかならないかと考えていると、ドラえもんが22世紀から福引の小惑星引換券を持ってくる。そこに牧場や町を作ろうと思ったのび太は早速、どこでもドアを使って小惑星を調べることに。そのことごとくが小さな岩塊ばかりの「ハズレ券」だったが、最後に残った星の番号をドアに告げると、ドアの先は大自然の広がる美しい星に繋がっていた。
のび太たちはこの星に各自が持つおもちゃを持ち込み、それらにパカポコ同様「生命のねじ」で命を吹き込んで開拓を始め、おもちゃの町「ねじ巻き都市（ねじまきシティー）」を作り上げる。更には効率的に人口を増加させるため、タマゴコピーミラーによるおもちゃの複製施設エッグハウスも建造される。その傍ら、この星の秘密を探るべく調査も始めるが、衛星写真によると森の向こうにある湖が黄金に輝いており、大金塊が沈んでいるのではないかと一行は考える。早速、調査に出発するも、不思議なことにどこからともなく「出ていけ」というささやき声が聞こえるようになり、さらには原因不明の雷雨にまで見舞われてしまい、引き返さざるを得なくなる。
落雷が落ちたエッグハウスからは、高度な知性を備えた状態で生まれたおもちゃ・ピーブが生まれる。これを皮切りに、次々と知性を持ったおもちゃが生まれていき、ねじ巻き都市は自我のあるおもちゃが独自の社会を形成するようになっていった。そんなある日、脱獄囚・熊虎鬼五郎が偶然にものび太の部屋にあったどこでもドアを通り、ねじ巻き都市に入り込んだ。そして全く意図しない偶然により「タマゴコピーミラー」で自身のコピーを大量に生み出してしまったのだ。そのうちのホクロがあるコピーだけは何故かオリジナルに似ず気弱でお人好しだった。
ドラえもん一行は都市で楽しく過ごしつつ、新たな都市開発を進めていた。件の湖の調査についても、誰かに横取りされる訳でもないからと先送りにしていたが、それを知った鬼五郎は自身のコピー達を従えて金塊を先に手に入れるべく湖を目指す。しかし湖に沈んでいたのは金塊などではなく黄金の巨人だった。鬼五郎一家はなんとか巨人から逃げ切り、今度はドラえもん一行を直接脅すことを画策する。
一方、ピーブら都市のおもちゃ達は優れた知能によって自然に寄り添った開発を実現していき、排気ガスを出す車を売るスネ夫と森を切り倒す都市開発を進めるジャイアンを批難する。スネ夫はクリーンエネルギーへの切り替えを了承したもののジャイアンは熱中していた開発を止められて落ち込み、ドラえもん一行はジャイアンを慰めるべく、彼の大事にしていたおもちゃのゴジちゃん（ティラちゃん）の捜索も兼ねてロケットで宇宙からこの星を調べる計画を立てる。ジャイアンのおもちゃはすぐに見つかったものの、ロケットに乗り込もうとした矢先、鬼五郎一家が現れて一行を捕まえようとする。なんとかその場は逃れたが、崖を越える際にしずかを助けようとしたのび太が谷底に転落してしまった。しかし悲しむ間も無く、黄金の巨人が再び現れる。ラジコンでの抵抗も通じず、やむなく一行と鬼五郎一家はロケットで飛び立ち、スネ夫の宇宙ステーションのプラモに退避する。
谷底ではのび太が不思議な少年と対面していた。彼は種まく者。あの黄金の巨人の正体であり、かつて地球に「生命の種」である有機物質を撒いた創造主であった。彼はこの星にも生命の種を撒き、植物の楽園としようとしていたのだが、のび太がハズレ券の番号を読み間違えて偶然この星に来てしまった事により、当初は雷雨によって彼らを追い出そうとしていた。しかしその後の彼らの姿を見て考えを改め、自然との共生を考えるのび太やピーブたちにこの星を任せる事を決めたのだった。事実、今こうしてのび太が生きているのも植物が自ら助けたからだった。そして鬼五郎の件は彼らが自力で乗り越えるべき試練だとして、次の星に種を撒くべく宇宙へと去って行った。
巨人が星を去る姿を目撃した鬼五郎一家は、もう恐れるものは無くなったと言わんばかりにステーションを爆破し、その勢いで星に戻ることを画策する。更には邪魔なドラえもん達をステーションごと始末しようとしたのだ。絶体絶命の中、ホクロが密かにしずかのロープを緩めていたことで間一髪脱出に成功。スペアポケットを通じて追って来たのび太とも合流する。
ドラえもん一行が星に戻ると、既にねじ巻き都市は鬼五郎一家によって乗っ取られていた。ホクロを除く鬼五郎一家は森を切り倒してカジノやホテルを建てようと計画していたが、ドラえもん一行は捕らわれのピーブを救出し、鬼五郎一家を追い出すことに成功する。また攻めてくるであろう鬼五郎一家からこの星を守るべく、ピーブやおもちゃ達は戦う事を宣言。のび太も種まく者の言葉を思い出し、決意を新たにする。
翌日、一行とおもちゃ達は協力して戦い、オリジナルの鬼五郎を除くコピー達を拘束する。元より戦意の無いホクロも戦いを放棄する。鬼五郎は森に火を放つという暴挙に及ぶも、命を吹き込まれた小便小僧の活躍で鎮火。森の奥に逃げた鬼五郎を捕まえるべく、のび太はドリーマーズランドの記念品であるフワフワ銃を手にし、パカポコに乗って森を駆ける。一時は本物の銃を持つ鬼五郎相手に窮地に立たされるが、森の木々がのび太に味方し、オリジナルの鬼五郎はフワフワ銃で撃たれて拘束される。
鬼五郎一家はエッグハウスで元の1人に統合された。しかし1人に戻った鬼五郎にはホクロがあり、人格もホクロ同様に温和になっていた。彼は一行に謝罪し、警察に自首すると告げて地球に帰っていく。ドラえもん一行はこの星をピーブたちに任せることを決め、時々遊びに来ると約束して星を後にするのだった。

## 舞台
小惑星
のび太が小惑星福引券の当選番号を読み間違えたことで見つけた、火星と木星の間の小惑星帯にある小惑星。植物は生い茂っているが、動物が存在しない無人惑星であり正式名称はなく、英数字による番号のみが判明している。
種まく者が手を加えたことによって植物たちがある程度の意思を有しており、当初はドラえもんたちを外敵とみなして追い出そうとしたが、命を得たおもちゃたちが「自然との共生」という概念を持つようになったことで考えを改め、窮地に陥ったのび太たちを度々助けるようになる。また、おもちゃたちも当初からそれを認識して植物との対話を行なっており、彼らが自然環境に配慮した開発を行う理由ともなっている。
ねじ巻き都市（ねじまきシティー）
小惑星にドラえもんたちが作ったおもちゃの住む街。当初はのび太たちのおもちゃに「生命のねじ」で命を吹き込んでいたが、効率重視のため「タマゴコピーミラー」でおもちゃを大量に増やした。
エッグハウス
「タマゴコピーミラー」によって複製したおもちゃたちの卵を保管する施設。生命のねじとミラーもここに保管されている。
漫画版と映画版で外観のデザインは異なっており、中盤では落雷の影響でハウスの一部が焼け焦げてしまった。

## 声の出演
- ドラえもん - 大山のぶ代
- のび太 - 小原乃梨子
- しずか - 野村道子
- ジャイアン - たてかべ和也
- スネ夫 - 肝付兼太
- のび太のママ - 千々松幸子
- のび太のパパ - 中庸助

## ゲストキャラクター
ピーブ
声 - 佐々木望
エッグハウスに落ちた雷の影響により高い知性を得たぬいぐるみのブタ。野球帽を被っている。人語を喋ることができ、ねじ巻き都市の初代市長に選出されてからは、おもちゃと星の未来を見据えて議会で自然保護の重要性を説いており、何度かドラえもん達に町の建設などに関しての抗議をする場面がある。
プピー
声 - 白川澄子
ぬいぐるみのブタでピーブの妹分。ピーブの例をもとにドラえもんがひみつ道具で起こした人工落雷で人並みの知性を得たが、人為的な処置であるためピーブよりは知能が低く、多少呂律が回らない口調で話す。大長編では語尾に「でちゅ」などをつけるような幼い口調だが、映画では普通に話す。鬼五郎の襲来で仲間達が捕まった際はなんとか逃げ延び、のび太に助けを求めた。
パカポコ
のび太が生命のねじで命を吹き込んだウマのぬいぐるみ。夜中に狭い空き地を走ることしかできなかったが、小惑星の発見によりのびのびと走る場を得る。物語終盤では逃亡した鬼五郎を追うため、のび太を乗せて森を駆けた。
アイン・モタイン
声 - 菅原正志
ぬいぐるみのウシ。落雷の影響により、アルベルト・アインシュタイン並の知能を持った。空気清浄機やセラミックスなどを発明した。大長編ではレオナルド・ダ・ヒンチ、映画ではトーマス・メエージソンと共にスネ夫達に抗議をした。
レオナルド・ダ・ヒンチ
大長編にのみ登場。ぬいぐるみのウマ。落雷の影響により、レオナルド・ダ・ヴィンチ並の知能を持った。ジャイアンとスネ夫はモタインともども「何か偉そうな感じ」と称し、快く思っていない。ジャイアンには「ダ・ウンチ」と間違えられた。
トーマス・メエージソン
声 - 塩沢兼人
映画のみ登場。ぬいぐるみの羊。「め」の音を「めぇ～」と強調した変わった喋り方をする（「発明」を「はつめぇ～」と言うなど）。落雷の影響でトーマス・エジソン並の知能を持った。ダ・ヒンチ同様にジャイアンとスネ夫に快く思われていない。
ウッキー
声 - よこざわけい子
生命のねじで命を吹き込まれた、しずかのぬいぐるみのサル。エッグハウスに保管されていた生命のねじをのび太らの町に持ち出し幾つかの物体に生命を吹き込んでしまう。いたずら好きだが、ピーブから生命を吹き込んだ物体たちを元に戻すよう言われた際には涙を流して別れを惜しむなど、友達思いな面もある。中盤ではのび太の頼みでスペアポケットを野比家から持ち出し、宇宙に放り出されたドラえもんらを救出する手助けをした。
ウッキーにより命を吹き込まれた物体たち
のび太たちの住む街にあった物たち。喋ることや表情をあらわすことはないが仲間意識は強く、大長編・映画共にウッキーがピーブに叱られ、元に戻すよう言われた際には別れを惜しんで共に泣いており、見かねたピーブが住民にした。ウッキーと常に行動を共にしており、スペアポケットの回収や鬼五郎たちとの戦いにおいてはそれぞれ奮戦している。
小便小僧
公園の噴水に設置されていた像。噴水から離れた後も股間から水を出すことができ、終盤では鬼五郎一家が森に放った火を、ドラえもんがビッグライトで巨大化させ放水で鎮火している。
本編の小便小僧は東京の公園にあったものだが、予告編ではブリュッセルのものにドラえもんが生命のねじで命を吹き込んでおり、それを見ていた警官に泥棒扱いされた。その後、巨大化した姿で現れ、鬼五郎一味を撃退している。
骨格標本
のび太らの小学校の理科室にあった標本。骸骨の見た目を活かし、鬼五郎のクローンの1人を恐怖で気絶させたり、噛みついたりする。通行人の老人の挨拶に会釈で返す、ねじ巻き都市では真っ先にピーブに握手を求めるなど、礼儀正しい。
パンダ
声 - 青木和代
映画のみ登場。駄菓子屋の前に設置されていたパンダの乗り物。乗り物と油断させて背後から殴りつけるのが得意。
ザンダースおじさん
大長編にのみ登場。カーネル・サンダース像に似た店頭ディスプレイ用の等身大サイズの人形。鬼五郎一家をチョップで打ちのめした。
「○野□三」の選挙ポスター
大長編のみ登場。描かれている政治家「○野□三」の演説文句を大声で叫ぶ。
ゴジちゃん（漫画） / ティラ（映画）
声 - 茶風林
生命のねじで命を吹き込まれた、ジャイアンのぬいぐるみの恐竜。外見とは裏腹に臆病で内気な性格（ジャイアン曰く「俺に似て」）。ジャイアンはこのぬいぐるみを大切に思っており、「弟よ」とまで言い出す。甘党で大福が好物。漫画版と映画版では名前が異なる。
種をまく者（漫画） / 種まく者（映画）
声 - 伊倉一恵（少年の姿）、渡部猛（魔人の姿）
ねじ巻き都市が築かれた星にいた意志ある植物たちの創造主。
36億年前、地球と火星にアミノ酸やタンパク質などの有機物質=「生物の種」を散布し、生物を誕生させた。ピーブたちに知性を与えた落雷も彼が起こしたもの。のび太から「ひょっとして、神様？」と問われた際には、「ちょっと違うけど、まあ似たようなもの」と答えている。
鬼五郎から金塊と勘違いされるほど常に金色に輝いているが、不定形で決まった姿はなく、鎧武者の姿をした巨人、大蛇、巨大なカブトムシ、果ては戦車など、自在に姿を変えることが可能であり、のび太に話しかけた際にはドラえもん、玉子（大長編のみ）、ギリシャ神話風の少年の姿をとった。森の奥にある湖を根城にしている。
侵入者たちに対し、嵐を起こして威嚇したり、強大な姿に変身して襲いかかるなどもしていたが、自分が作った生命体の根付いた星を荒らされないように守ろうとしていただけで、本質的には敵ではない。
地割れに落ちたのび太が植物たちに助けられたことから、気絶した彼の精神世界でコンタクトをとって自身の素性を明かす。自然を大事に想うのび太やビーブたちには期待しており、鬼五郎の件は彼ら自身が乗り越えるべき「試練」として自身の干渉を放棄すると、新たな「種」を蒔くべく別の星へと旅立った。
後にのび太によってその存在を語られるが、大長編では本気にされずジャイアンとスネ夫に馬鹿にされた。一方、映画ではその話を全員が真剣に受け取っている。
予告編ではドラえもんたちの前に巨人の姿で現れ、「敵なのか味方なのか」と暗示させるシーンがある。
熊虎 鬼五郎（）
声 - 内海賢二
前科百犯、脱獄回数3回の凶悪な脱獄囚。36歳（映画版のニュースより）。逃亡中にのび太の家に侵入し、どこでもドアを通ってねじ巻き都市の星へ迷い込んだ。ひみつ道具「タマゴコピーミラー」で増殖した自分のコピーたちと共にねじ巻き都市を乗っ取り、警察に見つからない自分たちの隠れ家にしようと画策する。
振る舞いは粗野だがのび太達が命を吹き込んだおもちゃの警察(犬)とパトカーのサイレンにビビって逃げ出すマヌケな一面もある。一方で順応性は高く、常識では到底有り得ない出来事もすんなりと受け入れ、ドラえもんたちの会話を盗み聞きしたことで自分の置かれた状況を的確に理解している。なおカナヅチであり、これはコピーも同様。何故か「盗む」「かっぱらう」と言った言葉を避け、「いただく」「用意する」などに言い換えたがる。
映画ではコピーたちに自分を「社長」（ホクロは指摘されるまで「親分」と呼んでいた）と呼ばせ、コピーとの区別のために帽子を被っている（これもホクロの案）。漫画ではSIG P228を使用する。
なお、声の内海賢二は前作「ドラえもん のび太と銀河超特急」の天帝に続き２作連続で悪役を演じた。
鬼五郎のコピー
声 - 広瀬正志、石田弘志、秋元羊介、中村大樹
タマゴコピーミラーで生み出された鬼五郎のコピーたち。外見はもちろん、人格も基本的にはオリジナル同様だが、何故かオネエ口調の者がいるなど微妙に差異がある。また、オリジナルに大人しく従っていたり、ライオンやゾウに怯えるなど、オリジナルに比べるとどこか弱腰でドジな面がある。全体的にオリジナルほど頭も回らない。
ホクロ
声 - 松尾銀三
熊虎鬼五郎のコピーの1人だが、彼だけオリジナルにもないホクロが上唇にある。気が弱く優しい性格で、口調もオリジナルや他のコピーに比べて若々しい。恐らくは鬼五郎の良心の部分が具現化した存在と考えられる。名前の通り、ホクロという特徴からコピーの中では一番目立っているため、鬼五郎本人からハシゴの運搬や見張り、金塊（種まく者）のある湖への素潜りなど面倒な仕事を押し付けられていた。ジャイアン（映画ではドラえもん）には「熊五郎」と名前を間違えられた。
漫画では歌には自信があると言っているが、実際はジャイアンよりはマシ程度の音痴。
他の鬼五郎達と違って元より悪事に乗り気ではなく、襲って来た巨人（種まく者）から逃げるドラえもん達に協力する、宇宙ステーションごと爆破されかけたしずかの拘束を緩め脱出のチャンスを残す、ドラえもん達を見殺しにしたことに罪悪感を抱く等、悪に徹しきれない場面が多く描かれており、特に自分に優しくしてくれたしずかと交流を深めている。最後の戦いにも鬼五郎の1人として渋々参加したものの、すぐに降参した。捕らえることに成功したオリジナルの鬼五郎とコピーを元の1人に統合した際に彼が鬼五郎の主人格となり、鬼五郎や仲間達がしたことを代わりに謝罪し、警察へ自首することを告げ、地球へ帰っていった。原作ではテレビニュースなどから、自首したその後が描かれ、その際、「生まれ変わったかのように良い人になった」と報道された。
なお、『コロコロコミック』に掲載された大長編の連載前の予告では、ラストの敵が「鉱石人間」とされていたが本編では登場しなかった。

## スタッフ
| 制作総指揮・原作・脚本   | 藤子・F・不二雄 |
| 作画監督                 | 富永貞義 |
| 美術設定                 | 沼井信朗 |
| 美術監督                 | 森元茂 |
| 撮影監督                 | 梅田俊之 |
| 特殊撮影                 | 渡辺由利夫 |
| 編集                     | 岡安肇 小島俊彦 中葉由美子 村井秀明 川崎晃洋 三宅圭貴 |
| 録音監督                 | 浦上靖夫 |
| 監修                     | 楠部大吉郎 |
| 音楽                     | 菊池俊輔 |
| 効果                     | 柏原満 |
| プロデューサー           | 山田俊秀 木村純一 梶淳 |
| 監督                     | 芝山努 |
| 演出                     | 善聡一郎 |
| 原作まんが協力           | 萩原伸一 |
| 脚本協力                 | 熊澤淳 |
| 動画検査                 | 原鐵夫 |
| 色彩設計                 | 松谷早苗 稲村智子 |
| 仕上検査                 | 石田奈央美 石田朋子 |
| 仕上担当                 | 野中幸子 |
| 特殊効果                 | 土井通明 |
| レコーディング・スタジオ | APUスタジオ |
| ミキサー                 | 大城久典 |
| アシスタント・ミキサー   | 田口信孝 山本拓郎 |
| 音響制作                 | オーディオ・プランニング・ユー 音響制作制作デスク 大澤恵 |
|                          | ドルビー 一部上映館を除く |
| 技術協力                 | 森幹生 コンチネンタルファーイースト株式会社 |
| 原画                     | 飯山嘉昌 斎藤文康 大武正枝 小野隆哉 寺田千久沙 鈴木満 茶谷与志雄 並木正人 柳野龍男 今川よしみ 高橋博行 武本康弘 藤森雅也 |
| 動画                     | 武口つるみ 内原弘美 家野尚代 東野郁子 山下真紀子 山下宗幸 佐野隆雄 谷口七菜 小見克彦 玉腰悦子 田代たか子 香川節子 中峰ちとせ 真船涼子 細野由美 端由美子 古川かおり 中野恵美 葉田みはる 渡辺岳泰 笹井昌治 米田光良 国島裕子 蓮田しつえ 仕幸千枝 山田海音利 山田幸 大竹伸一 能條理行 中村真由美                                                                                               |
| 仕上                     | 北岡なな子 八尾裕美 上羽あつ乃 杉本雅美 川東みど里 大槻陽子 明田ひとみ 佐々木恵美 亀井ひふみ 出口圭子 高谷公美 市川加奈子 一ノ瀬益美 田熊庸子 木村好子 田山俊子 水野弘美 本岡佐知子 木村登志子 竹田明代 下浦亜弓 柴田邦浩 深山聡 山崎麻衣子 加藤玲子 小島真喜子 津守裕子 横瀬貴幸 敦賀忍 |
| 基本設定                 | 川本征平 |
| 背景                     | 工藤剛一 岡次郎 高橋邦江 石橋修一 池田淳 山崎光枝 有田啓 宇井名矢 憂琉太 諏羅太一 工藤由美 梨本裕美子 磯淵千歌 羽深純子 |
| 撮影                     | 石井ゆり子 大矢創太 杉沢義雄 大石英勝 小川滋見 柳川美紀子 小畑佳子 佐藤敬子 福田寛 市川智 |
| CG演出                   | 野中和実 |
| CGスーパーバイザー       | おおすみ正秋 |
| CGデザイナー             | 水端聡 重松直也 八木昭宏 石記勤 ひるま克治 高橋玲子 |
| デジタル合成             | 鹿住朗生 高須一輔 |
| CGプロデューサー         | 山浦宗春 |
| CG制作進行               | 近藤潤 |
| タイトル                 | 道川昭 |
| 現像                     | 東京現像所 |
| 連載                     | コロコロコミック |
| 掲載                     | 小学館の学習雑誌 マミィ 小学一年生 ベビーブック 小学二年生 めばえ 小学三年生 幼稚園 小学四年生 学習幼稚園 小学五年生 てれびくん 小学六年生 別冊コロコロコミック |
| 協力                     | オーディオ・プランニング・ユー アトリエ・ローク 旭プロダクション 岡安プロモーション トミ・プロダクション 京都アニメーション 夢弦館 プロダクション・アイジー 亜細亜堂 マキプロダクション NHKエンタープライズ21 CGルーム ナック 日本アイテック プロジェクトチーム・サラ じゃんぐるじむ あにまる屋 虫プロダクション 金星スタジオ エムアイ 動画工房 スタジオ・ヴィクトリー ベガエンタテイメント |
| 文芸                     | 滝原弥生 |
| 制作事務                 | 杉野友紀 |
| 制作進行                 | 星野匡章 大金修一 馬渕吉喜 八田陽子 神村篤 大橋永晴 |
| 制作デスク               | 市川芳彦 大澤正享 |
| 制作協力                 | 藤子プロ ASATSU |
| 制作                     | シンエイ動画 小学館 テレビ朝日 |
|                          | ©藤子プロ・小学館・テレビ朝日1997 |

今作から長年ドラえもん映画にプロデューサーとして携わっていた別紙壮一が担当を外れている。
今作からドラえもん映画にプロデューサーとして梶淳が担当に加わっている。

## 主題歌
前作を最後に武田鉄矢が降板したため、本作の映画主題歌は矢沢永吉が手がけた。武田が主題歌にかかわらなかったのは、1984年の『のび太の魔界大冒険』以来13年ぶりとなり、以降も映画ドラえもんの主題歌は、他のアニメ映画と同様にタイアップ要素が濃くなっている。なお、武田は後の2010年公開作品『のび太の人魚大海戦』にて再び挿入歌を担当する事になる。
オープニングテーマ「ドラえもんのうた」
作詞 - 楠部工 / 編曲·作曲 - 菊池俊輔 / 唄 - 山野さと子（コロムビアレコード）/ セリフ - 大山のぶ代（ドラえもん）
エンディングテーマ「Love is you」
作曲 - 矢沢永吉 / 編曲・作詞 - 高橋研 / 唄 - 矢沢永吉
本来CD化の予定はなかったものの、後に彼のベスト盤『E.Y 90's』と、映画シリーズのベストCD『DORA THE BEST』に収録された。当時小学生だった長女・矢沢洋子がコーラスで参加している。
映画公開の翌年、テレビ東京系列『愛の貧乏脱出大作戦』の主題歌に採用された。
挿入歌　「ぼくドラえもん2112」
作詞 - 藤子・F・不二雄 / 作曲・編曲 - 菊池俊輔 / うた - 大山のぶ代、こおろぎ'73
序盤、ドラえもん達が「ねじ巻き探検隊」と称して森の中に入っていく時に、Aメロと後奏のみ流れた。